# Останній меч самурая
«Останній меч самурая» (яп. «壬生義士伝») — японський фільм 2002 року, історична драма режисера Такіто Йодзіри, заснована на реальних подіях життя самураїв загону Сінсенґумі в країні, розколотій громадянською війною між сьогунатом та прибічниками імператора. Фільм виграв нагороду Японської кіноакадемії, як найкращий фільм 2004 року.

## Сюжет
Японія, кінець періоду Едо. Постарілий колишній самурай поліцейського загону Сінсенґумі Хаджіме Сайто, який привів до лікаря свого онука, бачить серед речей, зібраних для переїзду лікарні, фотографію свого колишнього колеги зі загону самурая Канічіро Йошімури, якого він зневажав і ненавидів за його жалюгідну поведінку скнари, ласого до грошей. У подальших спогадах розкривається внутрішнє життя загону під час розпаду сьоґунату Токуґави та таємниця особистого життя Канічіро, який внаслідок свого походження з роду самурая, що зрадив свій клан, і одруження на дівчині зі знатнішого роду, був змушений збирати кожен гріш, щоб прогодувати свою родину, яка страждала від голоду в бідній провінції, але при цьому відзначався надзвичайною сміливістю й істинно самурайським почуттям честі.

## У ролях
- Кіічі Накаі — Канічіро Йошімура
- Коічі Сато — Хаджіме Сайто
- Юй Нацукава — Мітсу
- Такехіро Мурата — Чіякі Оно
- Мікі Накатані — Нуі
- Юджі Міяке — Дзіроемон Оно